# Afrikai résdob
Az afrikai résdobok ütővel megszólaltatott idiofon hangszerek. A szubszaharai Afrikában élő népek használják, legnagyobb számban az egyenlítő menti sávban, különösen a Kongó vidékén. Nagy formagazdagságuk mellett közös jellemzőjük, hogy egy darab fából faragják, felső részükön keskeny rés fut végig, azon keresztül mélyítik ki belső üregüket. A résdobnak nincs bőre, membránja, de a hosszanti rés két peremét, „ajkát” megütve két, vagy akár több eltérő magasságú hangot lehet rajta megszólaltatni, amit az üreg csatolt rezonátorként erősít fel. Az afrikai résdobokat zenére, tánc kíséretére, rituális céllal használják, a modern távközlési eszközök elterjedése előtt pedig „beszélő dobként”, üzenetek nagyobb távolságra való továbbítására szolgáltak.

## Morfológia
Az afrikai résdobok méreteikben, formájukban, felépítésükben nagyon sokfélék. Anyaguk szinte mindig fa, amit egy darabban, sokféle külső formára faraghatnak ki. Felső felületükön egy rés húzódik végig, ennek alakja is változatos lehet – ez alapján nevezzük e hangszereket résdobnak. A belsejükben tágas üreg van, amelyet a résen benyúlva, hosszú nyelű forgácsoló szerszámokkal mélyít ki a dobkészítő. Az afrikai résdobok különlegessége, hogy az üreg alján középen gyakran egy hosszanti kiemelkedő gerinc található, amit kele nyelvű elnevezése alapján a szakirodalom bokinininek hív.
Az afrikai résdobok morfológiáját három fő szempont szerint lehet vizsgálni: a hangszertest külső formája szerint, a rés formája szerint, illetve a belső üreg sajátosságai alapján. Jean-Sébastien Laurenty, a Tervureni Musée Royal de l’Afrique Centrale egykori organológusa Közép-Afrika résdobjait ezek alapján 14 csoportba sorolta. A kontinens etnikai-nyelvi sokfélesége miatt az afrikai résdobok típusait reménytelen dolog lenne „afrikai” nevükön megnevezni, szemléletesebb és egyértelműbb, ha inkább mértani alakzatokhoz vagy hétköznapi tárgyakhoz hasonlítva különböztetjük meg őket.

### Henger alakú

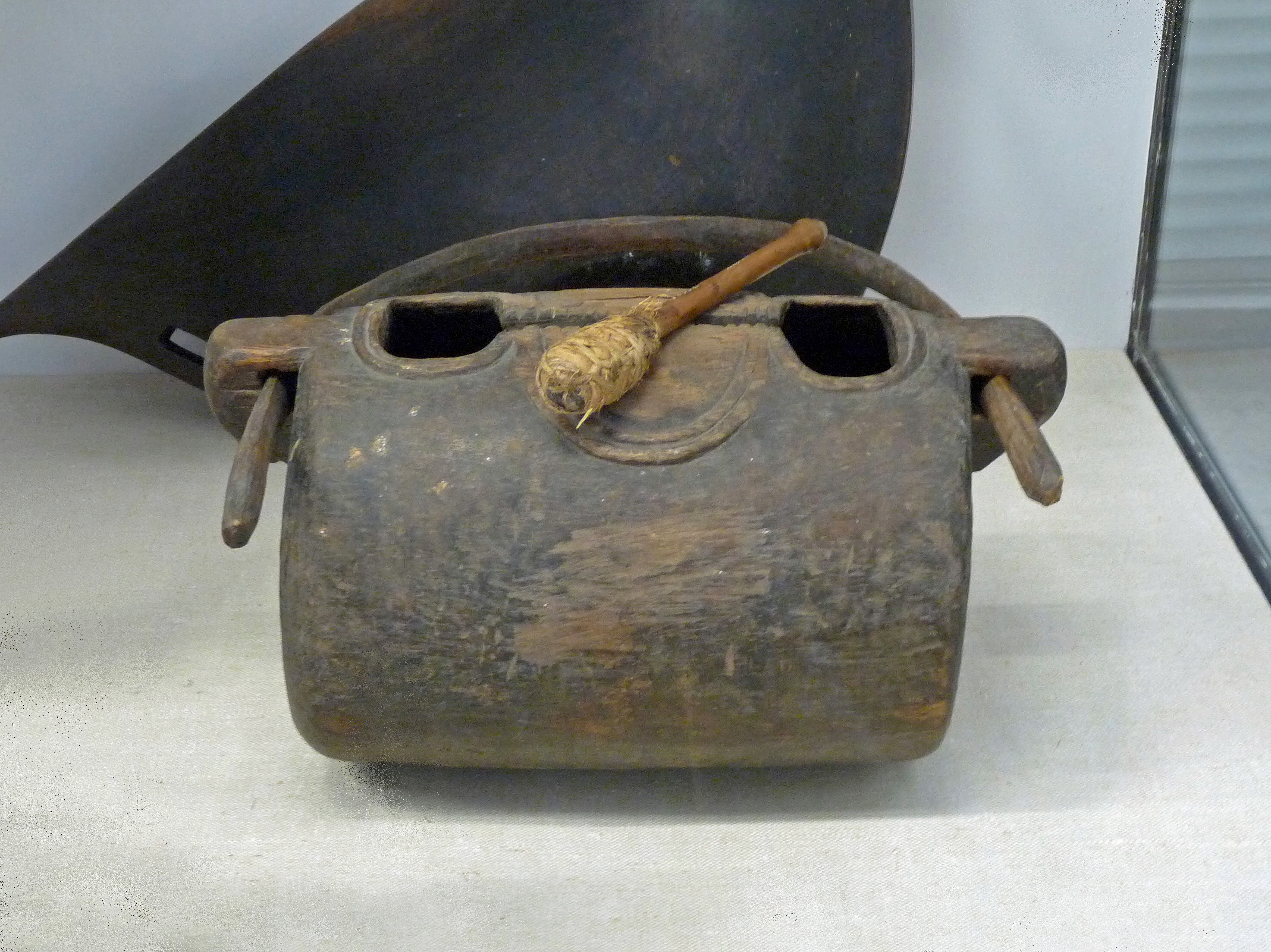
Közepes méretű hengeres résdob, Bangubangu nép

A henger alakú (cilindrikus) résdob – ami legegyszerűbb változatában nem több, mint egy hosszanti résen keresztül kivájt farönk – Afrikában, de világszerte is a legelterjedtebb résdobtípus. Különböző helyi változataiban megtalálható a Földet az egyenlítő mentén körülölelő széles sávban az Új-Guineai Sepiktől haladva a Kongó vidékén át egészen az amazóniai Putumayóig.
Az afrikai henger alakú résdobok hosszúsága 30 cm-től 2–3 méterig terjedhet. Valójában sokszor nem is hengeres, hanem enyhén csonkakúp-formájuk van, mivel készítésükkor megőrzik a fatörzs természetes, sudarlós alakját. A típuson belül hasznos megkülönböztetni a nagy és közepes méretű, valamint a kicsi, emberformájú altípusokat. Ezek nem csak méreteikben, hanem felépítésükben is eltérnek egymástól.
A nagy méretű henger alakú résdobok rendszerint 70 cm-nél hosszabbak; átmérőjük ennek fele, harmada. Megmunkálásuk viszonylag nyers. A rés szinte mindig hosszúkás téglalap formájú. A belső üreget is nagyjából henger alakúra mélyítik, de az üreg alján több fatömeget hagynak meg, mint az ajkaknál. Előfordul, hogy a farönk közepét, „belét” a hangszer végeinél kifúrják, majd precízen bedugózzák. A nagy méretű henger alakú résdobok leginkább a Kongó-medence északi részén fordulnak elő.
A közepes méretű henger alakú résdobok hosszúsága legtöbbször 30 cm és 80 cm közé esik, átmérőjük átlagosan ennek a fele. Igényesebb kidolgozásúak, kívül-belül sima felületűek, néha díszítettek is. Néhány esetben a hangszer két végén fogantyúszerű vagy kifúrt nyúlvány található. A rés összetett formájú: két egymás melletti szélesebb nyílás alkotja, melyeket egy keskeny vágat köt össze egymással. A szélesebb nyílások legtöbbször téglalap-alakúak, de lehetnek kör-, háromszög- vagy derékszögű ötszög alakúak is. A rés keskeny szakaszánál az ajkak befelé vastagabbra vannak meghagyva, máshol az üreg a külső formát követi. A közepes méretű henger alakú résdobok a Kongó-medence egész területén megtalálhatóak.
A közepes méretű henger alakú résdoboknak van egy különösen kifinomult változata, amelynek jellemzője a még igényesebb felületi kidolgozás mellett, hogy 
1. az ütőfelületénél, az ajkak két oldalán két-két ráncszerű kidudorodás van;
2. a farönk közepe, „bele” négyszögletes alakban el van távolítva, majd pontosan illeszkedő darabbal pótolva, gyantaszerű anyaggal beragasztva;
3. a hangszer végeinél kis kilyukasztott nyúlványok vannak, melybe egy meghajlított farúd, „fül” illeszkedik, amely, ha a résdobot nyílásával felfelé a földre helyezik, vízszintes síkban van.

Ez a hangszerváltozat a Kongó-medence keleti részén fordul elő.
A (közepes méretű) henger alakú résdobok gyakori elnevezései: mondo, kyondo.

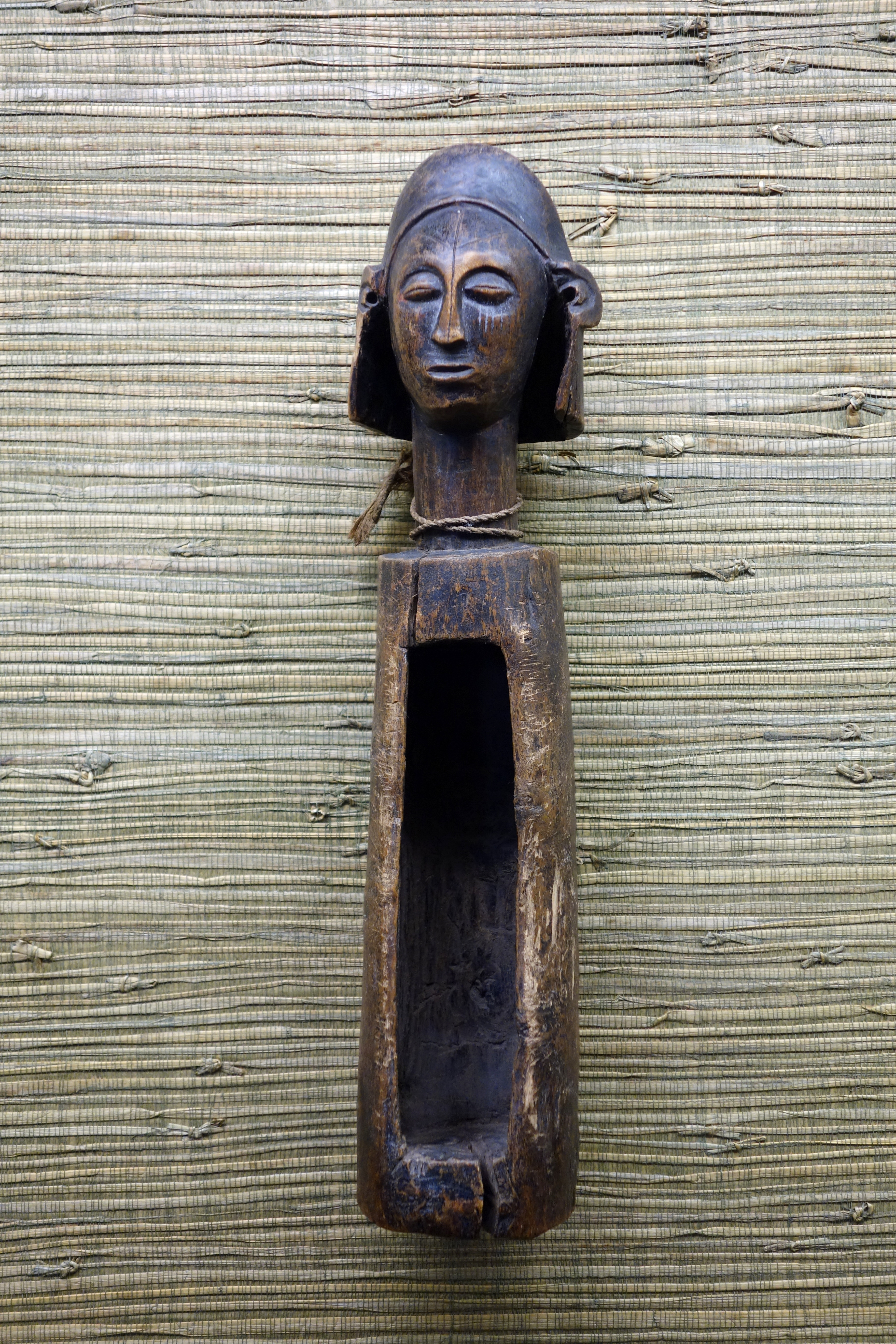
Ember alakú résdob

### Ember alakú
Az ember alakú (antropomorf) hengeres résdobokat érdemes a többi henger alakú résdobtól külön tárgyalni. Ezek a legkisebb henger alakú résdobok, legfeltűnőbb sajátosságuk, hogy emberi fejet formázó nyúlvány van az egyik, vagy néha mindkét végükön. Teljes hosszúságuk legtöbbször 30 cm és 50 cm közötti.
Az eszköz tulajdonképpeni résdob része szinte mindig henger alakú, és téglalap formájú rése van, ami olyan széles, hogy a hangszer keresztmetszete a résnél U betűre hasonlít. Az üreg oldalai, alja legtöbbször síkot képeznek, máskor a külső formát követik. A résdob nyúlványa, ami fogantyúként szolgál, egy gyakran eléggé hosszú nyakon ülő emberi fejet formáz; ez ugyanabból a darab fából van kifaragva, mint a résdob rész. Az emberalakú résdobokat egy kb. 25 cm hosszú, gumifejű ütővel szólaltatják meg.
Különlegességéhez az is hozzátartozik, hogy ezt a résdobfélét nem zenei célokra használják, nem is üzenetek küldésére, hanem egyfajta „sámándobként” (az irodalomban gyakran „tamtam de féticheur”) használják a jövendőmondók, varázslók.
Elterjedési területe elsősorban a Kwango folyó vidéke, kisebb mértékben a Kongó alsó folyása.

### Tégla alakú
A jobb híján tégla alakúnak nevezhető résdobtípus már jelentősen eltér a fatörzs formájától. Teste oldalirányból erősen lapított, oldalnézetben nagyjából téglalap alakú vagy a rés irányába szélesedő trapéz formájú. Az alsó részén egy vagy több kitüremkedés és fülszerű fogantyú, felül a két végén nyélszerű fogantyúk lehetnek. Keresztmetszete álló, nyúlánk téglalap, az oldalai kifelé domborodnak. A rés felől nézve a hangszer körvonala és a rés is hosszúkás, keskeny téglalap alakú. Teljes hosszúságuk 40 cm és 150 cm, magasságuk 40 cm és 90 cm, szélességük 6 cm és 10 cm között van.
Ez a résdobtípus a Kongó-medence északi részén fordul elő.

### Trapéz alakú

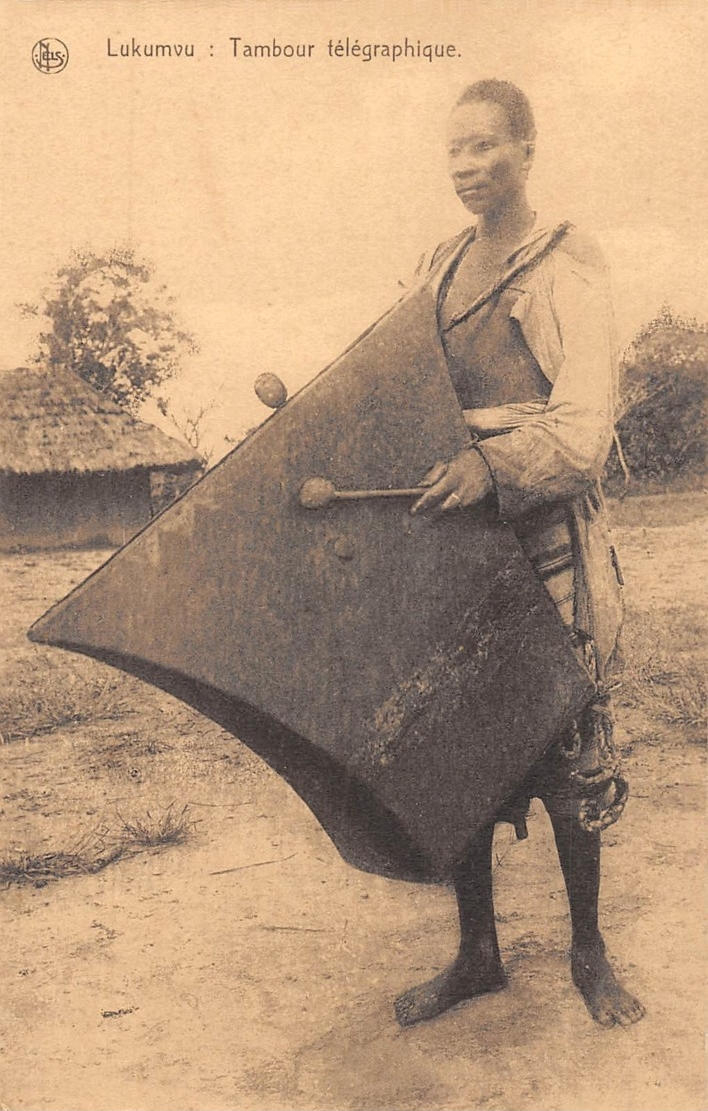
Trapéz alakú résdob

A trapéz alakú résdob oldalnézetben a rés felé szélesedő trapéz formába illeszthető, keresztmetszetben pedig egy nyúlánk, ellenkező irányba szélesedő trapézt formáz. A rés felőli lapja hosszúkás téglalap alakú, mint ahogy maga a rés is. Ezt a résdobformát gyakran a balta fejéhez hasonlítják, és ez valóban jól kifejezi térbeli alakját: a baltához hasonlóan az oldallapok alakja olyan, mintha egy trapéz szárai kissé homorúak lennének, a rés a trapéz hosszabbik oldalán található, ahol a test úgy elvékonyodik, mintha a balta éle lenne. Az oldallapok síkok vagy finoman kidomborodnak, néhány esetben enyhén homorúak. A hangszertest alsó része lekerekített, legtöbbször egy kidudorodás van rajta, amihez a résdob felfüggesztésére szolgáló fonott szalag csatlakoztatható. Egy másik ilyen felfüggesztési pont a rés közelében, a hátlapon lehet. A hangszer hossza 60 cm és 120 cm között, magassága 40 cm és 65 cm között, legnagyobb szélessége 15 cm és 25 cm között van.
A felületek simára vannak kidolgozva, gyakran faragással, rovásmintával díszítettek. Oldallapjain festett minták is lehetnek, vagy domború fejű rézszögek sorakoznak rajtuk.
A rés keskeny, 2,5 cm és 3,5 cm közötti, ezen át vájják ki a belső üreget. A rés mindig téglalap alakú, de az ajkak belső kialakítása változatos lehet. A hangszerhez két verő is tartozik, hosszúságuk 20 cm és 45 cm közötti, egyik végükön gumival bevonva, néha a gumi rafiával van körbefonva.
A trapéz alakú résdobok a Kongó-medence nagy részén előfordulnak, különösen a középső területén.
Gyakori elnevezései: lukumbi, lukumvu, nkumvi.

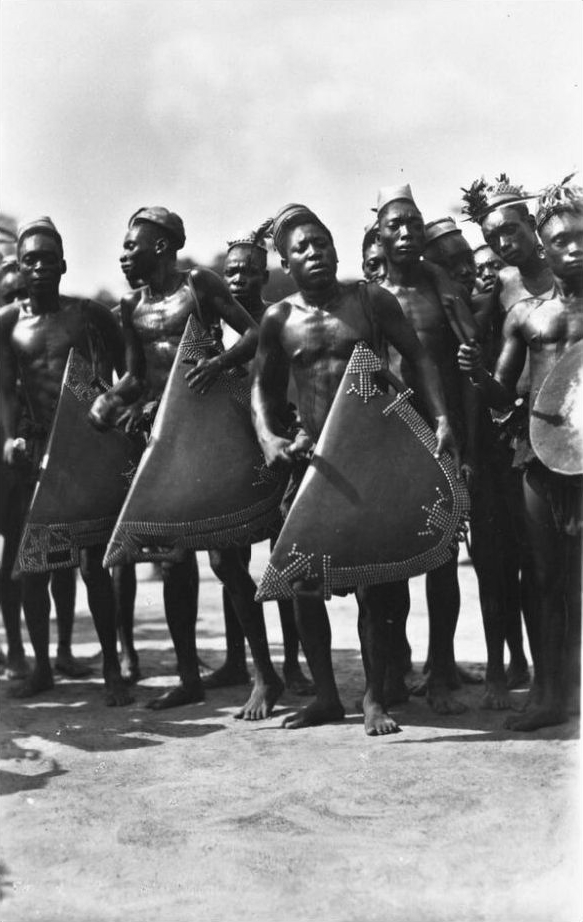
Tulipán alakú résdob

### Tulipán alakú
A tulipán alakú résdobok oldalról lapított tulipán vagy kehely formájúak. Elölnézetben hosszúkás gyökérhagymára is emlékeztetnek: az oldallapjuk alul enyhén domborodik, míg felül, a rés közelében kissé visszahomorodik. Oldalnézetben kétoldalt a felső lap közelében egy-egy kis nyúlvány vagy szögletes formájú fül található. A hangszer hossza 45 cm és 95 cm, magassága 20 cm és 60 cm között van. A rés téglalap vagy orsó alakú, legnagyobb szélessége 3-5 cm.
A felületek simára vannak kidolgozva, külön díszítés csak ritkán fordul elő. Néha az oldallapok körvonala domború fejű rézszegekkel van kiverve. A fülekbe a felfüggesztésre szolgáló bőrszíj vagy kötelekből szőtt szalag erősíthető. A verők 30 cm és 40 cm közötti hosszúságúak, csupaszok vagy gumifejűek.
A  félhold alakú résdobok a tulipán alakú résdobokhoz nagyon hasonló típust alkotnak. Oldalnézetben szabályos félkör formájuk van, az alsó részükön ebbe a formába foglalódik bele egy áttört, fogantyúszerű rész. A felső felületük és a rés is hosszúkás, keskeny téglalap vagy orsó alakú.
A tulipán alakú és a félhold alakú résdobok a Kongó-medence északkeleti részére, az Uele folyó térségére jellemzőek.
A tulipán és félhold alakú résdobok egy afrikai elnevezése dundu.

### Kifli alakú

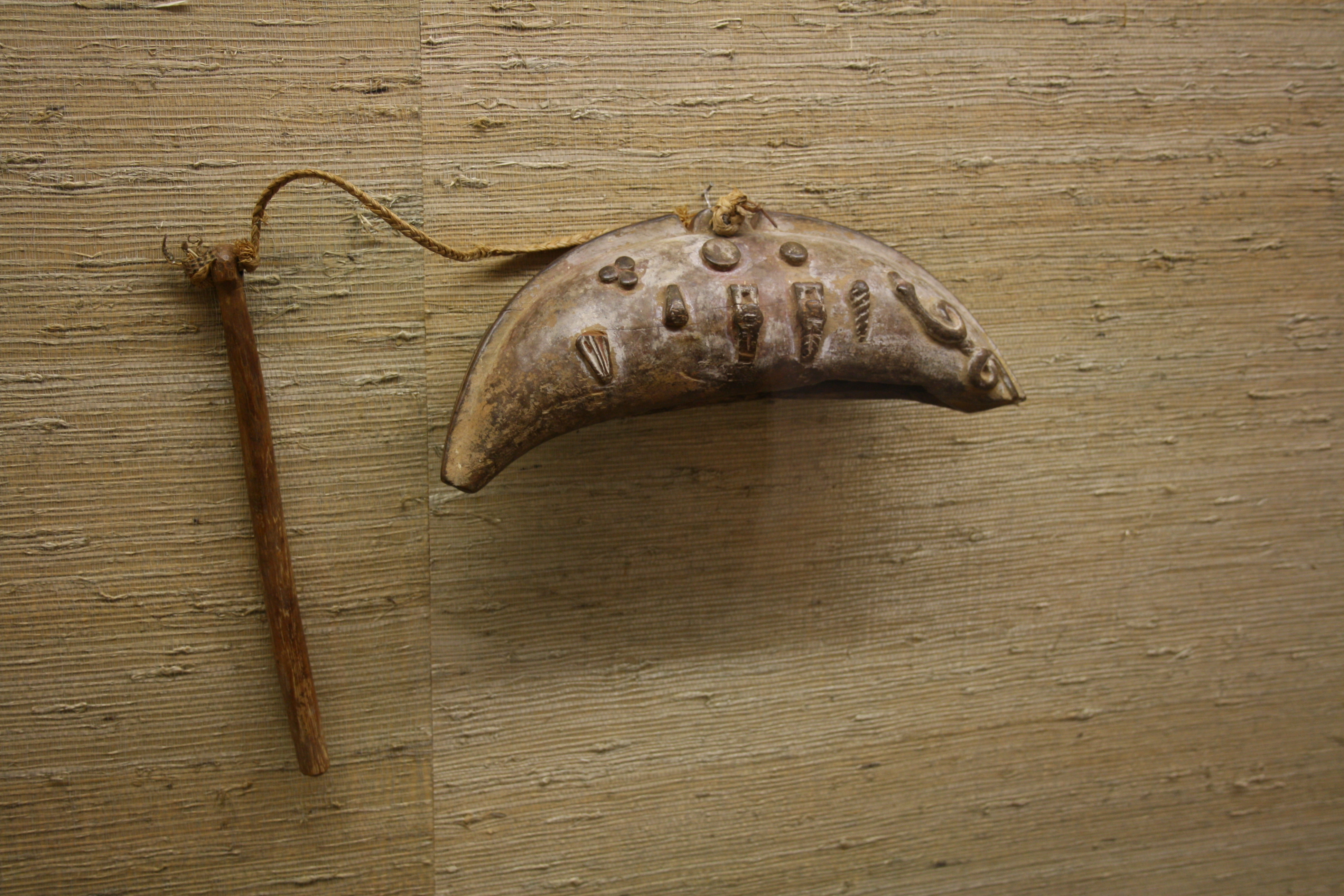
Kifli alakú résdob

A kifli alakú résdobok („en forme de croissant”) a legkisebb afrikai résdobok közé tartoznak. Nevük tökéletesen kifejezi formájukat, méretüket; a téglalap alakú rés a kifliforma homorú részén található. A teljes hosszúság legtöbbször 20 cm és 40 cm között van.
A díszítés fontos eleme ennek a hangszertípusnak. Gyakori a színezés, a rovásminta, a faragás, melyek főleg geometrikus motívumokat formáznak, de ember- és állatábrázolás is szerepet kaphat benne. A hangszer domború gerincén fűrészfogszerű alakzat fut végig; középen átfúrt fülecske található, ami a verőnek és a hangszernek egy zsineggel való összekötését teszi lehetővé. A kifli alakú résdobhoz egy verő tartozik, aminek hossza 13 cm-33 cm.
A kifli alakú résdob a Kongó alsó folyásánál fordul elő. Gyakori elnevezése nkonzi, nkonko.

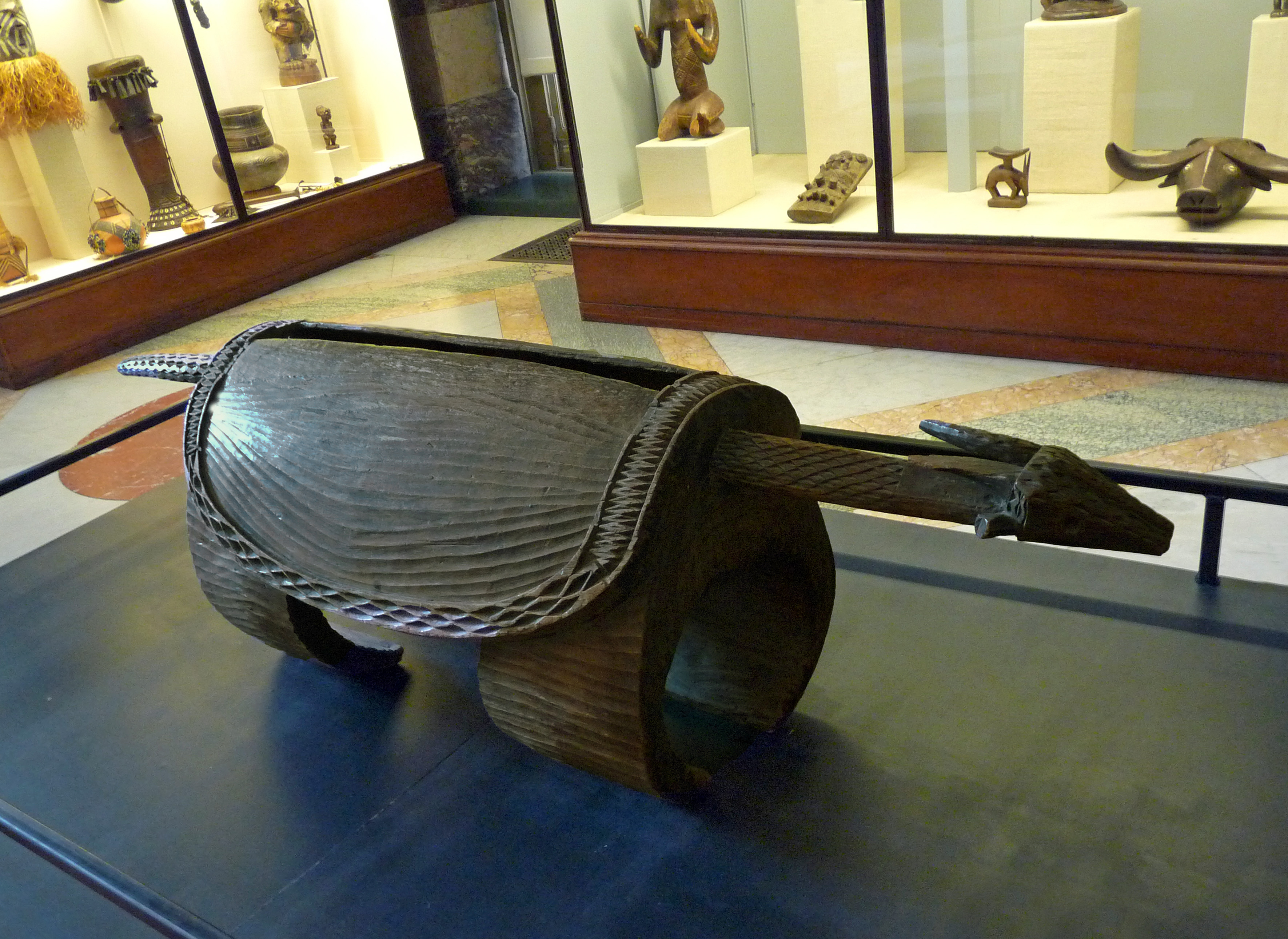
Állat alakú résdob (nagy méretű)

### Állat alakú
Az állat alakú (zoomorf) résdobok rendszerint antilopot vagy bivalyt ábrázolnak. Két eltérő csoportba sorolhatók: nagy méretű és kis méretű típusokat különböztethetünk meg. Ezek nem csak méretükben, de felépítésükben és elterjedési területükben is elkülönülnek egymástól.
A nagy méretű állat alakú résdobok másfél-két méter hosszúak, 40 cm-80 cm magasak, 35 cm-75 cm szélesek. A tulajdonképpeni résdobként szolgáló részük az állat törzsét ábrázolja, ehhez csatlakoznak a végtagok: a fej, a farok, a lábak. Az ábrázolás erősen stilizált, ugyanakkor nagyon expresszív. A résdob-test egy elnyújtott prizma, melynek ferde oldalai kifelé domborodnak. Ezek felülete simára kidolgozott, vagy geometrikus mintával díszített.
A rés mindig téglalap alakú. Az üreg alja mindig lapos. A hangszerekhez két gumifejű ütő tartozik, ezek hossza 25 cm körül van.
A nyúlványok, végtagok ugyanabból a darabból vannak faragva, mint a test. Ábrázolásuk rendkívüli formagazdagságot mutat. Sok esetben a fej nagyon kifejező módon van megfaragva, máskor a fej és a farok egymástól megkülönböztethetetlen, szimmetrikus nyúlványai a hangszertestnek. A kettő vagy négy láb masszív, sokszor kifelé domborodó lapos formájú, nem próbál valósághű lenni.
A nagy méretű állat alakú résdobok előfordulási helye az Ubangi folyó vidéke. Gyakori elnevezésük monganze, mokoto.
A kis méretű állat alakú résdobok hosszúsága 40 cm-95 cm, magassága 15 cm-45 cm, szélessége 15 cm-45 cm. Teste prizma formájú, kidomborodó oldallapokkal. Ez utóbbiak finoman, vékonyra vannak kidolgozva.
A rés néhány esetben egyszerű téglalap alakú, de legtöbbször csak erre a típusra jellemző formájú: olyan hosszúkás téglalap, melynek végei trapéz formában kiszélesednek. Az üreg alja lapos, és belső kiemelkedő gerinc, bokinini fut végig benne. A hangszer két verője 25 cm-30 cm közötti, gyakran nagyon puha fa, néha puha fejjel ellátva.
Az ábrázolt állat feje sokszor nagyon egyszerű formájú, lefelé konyul, nagyon gyakran függőlegesen át van fúrva a felfüggesztő kötél rögzítéséhez. Ennél a típusnál is előfordul, hogy a fej és a farok egyformák, teljes a szimmetria. A lábakat vagy négy masszív dudor jelképezi, vagy két párhuzamos lemezszerű nyúlvány. A lábak legtöbbször kissé széttartanak.
A kis méretű állat alakú résdobok az Uele folyó mentén fordulnak elő. Gyakori elnevezésük gugu.

## Akusztika
A résdobok a hangszerek Sachs–Hornbostel-féle osztályozása szerint az idiofon hangszerek családjába tartoznak. Az ilyen hangszerek hangkeltése, rezgése elsősorban testük alaki rugalmasságának és tehetetlen tömegének kölcsönhatásából ered.

### Hangkeltés
A résdob esetében a megütött oldalfalak rezgése az elsődleges hangkeltő. A résdob különlegessége ugyanakkor, hogy a belsejében üreg van, ez pedig a réssel kombinálva Helmholtz-rezonátort alkot, ami a megütött oldallapok által alkotott rezgő rendszerhez csatolódik akusztikailag. A hangszeren végigfutó rés emellett arra is jó, hogy az oldalfalak rezgését megkönnyíti. Egy hengeres résdob egy-egy oldallapja például felfogható úgy, mint egy olyan térben ívelt téglalap alakú rugalmas lemez, aminek három oldala van befogva – a negyedik oldalánál a rés húzódik. Ez jóval alacsonyabb frekvenciájú rezgési módokat, gazdagabb hangzásképet eredményez, mintha mind a négy oldala rögzítve lenne.
A megütött oldalfal rezgésszáma annál alacsonyabb, tehát a testhang annál mélyebb, minél vékonyabbra van kidolgozva a hangszer oldala, ugyanakkor minél nagyobb tömeg van meghagyva az ajkak középső része felé. A dob belső üregének tágítása növeli az oldallap szélességét-magasságát, ami szintén mélyíti a testhangot. A belső tér rezonanciája, az üreghang annál mélyebb, minél jobban ki van mélyítve a hangszer belseje, minél kisebb a rés felülete, minél vastagabbak az ajkak. A legintenzívebb, legélénkebb hangzás akkor érhető el, ha ez a két rezonancia jól egymáshoz van igazítva, tehát a testhang elsődleges rezgési módja azonos frekvenciájú az üreghanggal. A világ néprajzi gyűjteményeiben található afrikai résdobok vizsgálata arról győz meg, hogy készítőik ismerték, tudatosan felhasználták ezeket az összefüggéseket.

### Több hang létrehozása
Az afrikai résdobok többsége két eltérő magasságú hangot ad ki attól függően, melyik oldalukat, melyik ajkukat ütik meg. Ennek nemcsak az eszköz zenei célú használatakor van szerepe, hanem főképp akkor, ha beszélő dobként, üzeneteknek nagyobb távolságra való továbbítására használják. Ez a fekete-Afrikában beszélt nyelvek többségének tonális jellegével függ össze. Hogy két jól megkülönböztethető hangmagassága legyen a résdobnak, a két oldalát kicsit eltérően dolgozzák ki: az egyik oldalon jobban elvékonyítják az oldalfalat, jobban kimélyítik az üreget, mint a másikon, így az egyik oldalának mélyebb hangja lesz, mint a másiknak. A két hang „keveredése” ellen az afrikai dobkészítők úgy védekeznek, hogy a résdob kivájásakor alul, a réssel átellenben nagyobb fatömeget hagynak meg, ezzel csökkentve a hangszer két oldala közötti akusztikai csatolást. Ez néha a dob üregébe is benyúlik, talán az üregrezonanciára is hatással van. E belső, gerincszerűen végigfutó kidudorodás neve kele nyelven bokinini.

### Hangolás, hangterjedés
Az afrikai résdobok két hangmagasságának hangköze legtöbbször szekund vagy kis terc körüli, esetleg kvart.
Az abszolút hangmagasság szinte minden hangszernél más, ami előnyös abban az esetben, ha egyidejűleg több résdob üzenetét kell egymástól megkülönböztetni.
A résdobbal való üzenetküldésre lehetőleg este vagy éjszaka kerül sor, amikor a hőmérséklet kedvez a hanghullámok terjedésének. A kisebb résdobok akusztikai hatótávolsága 5 km – 6 km, míg a nagyobbaké, ha a folyó partjára helyezik őket, 10 km – 11 km. Állítólag növeli a résdob hatótávolságát, ha a rés a folyásirányra merőleges helyzetben van. A nagy résdobok hangja a folyó esésirányában és éjszaka 40 km-ről is hallható lehet, ha az üzenet nem is érthető.
Nagy távolságú üzenettovábbításra a trapéz alakú résdob tűnik a legalkalmasabbnak.

## Játékmód

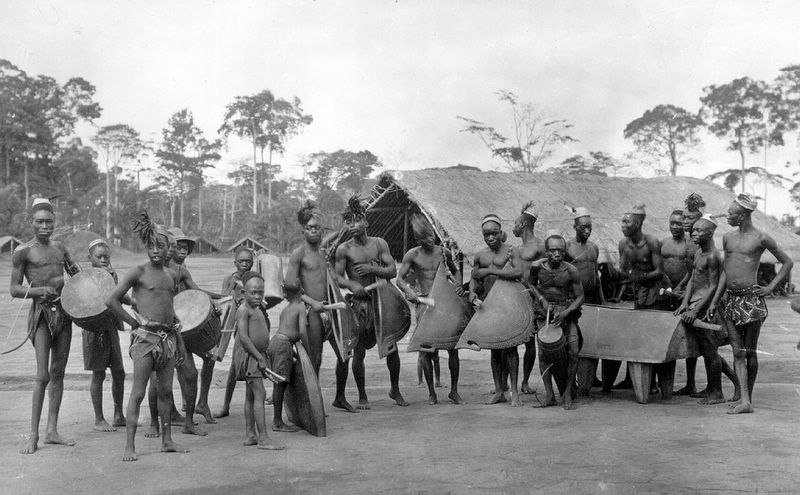
Tulipán és állat alakú résdobok ütőegyüttes részeként

A nagy és közepes méretű henger alakú résdobokat mindig vízszintes helyzetben ütik meg: a földre fektetik, vagy valamilyen bakra, emelvényre helyezik őket. A dob méretétől, alátámasztási magasságától függően a dobos vagy álló helyzetben, vagy meghajlított térdekkel előrehajolva, vagy ülve játszik – ez utóbbi esetben a kisebb méretű hangszert a bokáira vagy térdeire is fektetheti. A közepes méretű hengeres résdob egy nyakba akasztott hordszíj segítségével „mobil” módon is használható, ilyenkor a hangszer végein levő kifúrt nyúlványokba illesztett, félkör alakban meghajlított faág tartja a résdobot megfelelő távolságban használója felsőtestétől. Rendszerint a rés peremeit, ritkán a résdob más régióit ütik meg két gumifejű verővel. Nincs általános szabály arra, hogy a dobos a hangszer magas vagy mély hangú oldala mentén foglaljon-e helyet.
A trapéz alakú résdob többféle helyzetben lehet játék közben. Lehet két pózna között felfüggesztve, vagy a földre helyezve úgy, hogy az egyik alsó sarkára állítva egyensúlyozza ki a dobos a vállán átvetett szíj segítségével, vagy feküdhet az oldalán is. A Tetela nép résdobja könnyű faanyagból készül, így egy vállszíj segítségével hordozható, és akár menet közben is használható. A trapéz alakú résdobok a megütés helyétől függően akár hat jól elkülöníthető hangmagasságot is kiadhatnak. Üzenetek dobolásakor csak két hangot használnak, de ha táncok kíséretére, rituális alkalmakkor szólaltatják meg a hangszert, a zenész a hangok sokaságával kápráztatja el hallgatóit. Általában két gumifejű verővel ütik a hangszert.
A tulipán és félhold alakú résdobok játékmódja annyiban különleges, hogy egyetlen verővel ütik csak az egyik oldalukat. Ha két hangmagasságra van szükség – például üzenetek dobolásakor –, a dobos egyedül üt két résdobot, mindkettőt egy-egy oldalán. Erről az a tény is tanúskodik, hogy a múzeumok gyűjteményeiben található tulipán alakú résdobok mindegyikének csak egyik oldalán látható a verőtől származó kopásnyom. Ha a zenész két hangszert használ, akkor ülve játszik, a két lapos résdobot előre döntött helyzetben, két oldalról a lábaihoz támasztja, az egyiket jobbról, a másikat balról üti egy-egy verővel.
A kis méretű és ember alakú hengeres résdobok megszólaltatáskor ferde helyzetben állnak: az egyik kéz a hangszer fogantyúszerű nyúlványát tartja, míg a túlsó vége a földön nyugszik. A másik kéz használja az egyetlen verőt. A kifli alakú résdobokat is csak egy verővel ütik, miközben a hangszert kézben tartják. Mindkét résdob-típus alapvetően kultikus funkciójú, üzenetek dobolására nem használják.
Az állat alakú, lábakon álló résdobok használati módja nagyjából azonos a nagyméretű hengeres résdobokéval.
Mikor a résdobot üzenet dobolására használják, nincs jelentősége annak, hogy  a dobos az üzenetet fogadó személy helyzetével szemben, vagy háttal helyezkedik el. Az üzenet dobolása gyors tempójú, másodpercenként hat-nyolc leülés is lehet.

## Szociológia
„Mikor a fekete éjszakában morajlik a tamtam, a törzs családjai, melyeket a barátságtalan viszonyok vagy az életszükségletek elkülönítettek egymástól, egyszerre csak egyazon gondolatból táplálkoznak. A tamtam »szocializálja« a törzs szétszórt elemeit. Bizonyos értelemben a törzs biztonságának nélkülözhetetlen összetevője lett. Ha valami vita támad egy szomszéd törzs falujával, ha háború készül kitörni, ha veszély bukkan fel a láthatáron, a tamtam verője – mert bár a bennszülöttek többsége ismeri a szokásos dobolásokat, a tamtam verőjének szerepe általában mégis meghatározott személyeknek van fenntartva – közli a hírt, mely tovaterjed faluról falura, családról családra, egységbe fogja az egész törzset, hogy megvédje érdekeit és biztonságát. Az a védelmező, közbiztonságot garantáló szerep, melyet a bennszülöttek életében a tamtam hajdan minden törzsnél betöltött és sok helyen ma is betölt, talán megmagyarázza, miként lehet az, hogy ilyen minőségben való használata egyre inkább visszaszorul, sőt megszűnik az európai civilizáció behatolásának nyomán.”

– De Calonne, 1909.

A Kongó vidékének hagyományos törzsi társadalmaiban minden főnöknek saját résdobja volt, ami hatalmát, falun belüli befolyását reprezentálta. A főnök hatalmának határait résdobján közölt üzeneteinek hatóköre szabta meg, ezért arra törekedett, hogy minél nagyobb, minél intenzívebb hangú résdobja legyen. Ugyanakkor mindenki igyekezett saját résdobra szert tenni, hogy megbecsült tagja lehessen a közösségnek.
A résdob a falu erejét jelenítette meg, ezért törzsi háborúság esetén a győztes fél megsemmisítette a legyőzöttek résdobjait, hogy így alázza meg őket. Az európai gyarmatosítók is néha ezt a módszert követték: a lázadások leverésekor a rebellis falvak résdobját magukkal vitték, ami a falu népe számára a teljes bukást jelentette, és egyértelművé tette a fehér ember végleges dominanciáját.
A gyarmati hatóságok is alkalmaztak résdobokat nyilvános üzeneteik közzétételére, a katolikus és protestáns misszionáriusok pedig a hittérítés, az istentisztelet szolgálatába állították e hangszereket. A Baptist Missionary Society Yalemba(en) missziója például a következő üzenetet doboltatta az istentisztelet előtti napon:
„Ti, Isten népe, jöjjetek holnap az Istennek épült házba.
Ne hozzatok pénzt, nem piacra mentek.
Ne hozzátok a lándzsátokat, nem vadászni mentek.
Ne hozzátok a hálótokat, nem halászni mentek.
De jöjjetek a Bibliátokkal, gyertek Isten házába, stb.”
A hangszerek többségéhez hasonlóan a résdobot is használják táncok kíséretére. Ilyen esetekben a résdob zenei és kommunikációs funkciója keveredhet egymással: a ritmus mellett a dobos koreográfiai üzeneteket, vagy a táncost bátorító speciális frázisokat is üthet. A birkózóversenyeken a két birkózó mellett egy-egy dobos is jelen van, akik ritmusokat és buzdító üzeneteket küldenek birkózójuknak, dobolásukkal tanácsokat és utasításokat adnak az alkalmazandó fogásokra. Ugyanígy a munkát is a résdobok ritmusa kíséri.
A résdob ettől eltekintve a zenekarban ugyanazt a szerepet tölti be, mint a membrános dob, de játékmódja szükségszerűen árnyalatokban szegényebb. Részt vesz a rögzített ritmusképletek felépítésében, de sosem bocsátkozik szóló vagy improvizatív játékba, mivel a hangszer nem teszi lehetővé azt a virtuozitást, ami a membrános, kézzel ütött afrikai dobok sajátja.
A születés és a halálozás bejelentésére is használnak résdobot, a körülmetélés rítusaihoz pedig erősebben kapcsolódik a (henger alakú) résdob, mint a membrános dob. Női körülmetéléskor, azaz a csikló kimetszésekor a résdob hangja egyrészt elnyomja a jajgatást, másrészt intenzív, monoton ritmusával megtöri a páciens akaratát és némileg el is érzésteleníti. A házasság megpecsételésére és a bőséges gyermekáldás érdekében a Kongó alsó folyásánál az ember alakú hengeres résdobot ütik meg, a hangszer kicsinyített változatait függőkként viselik.

## Beszélő dobok

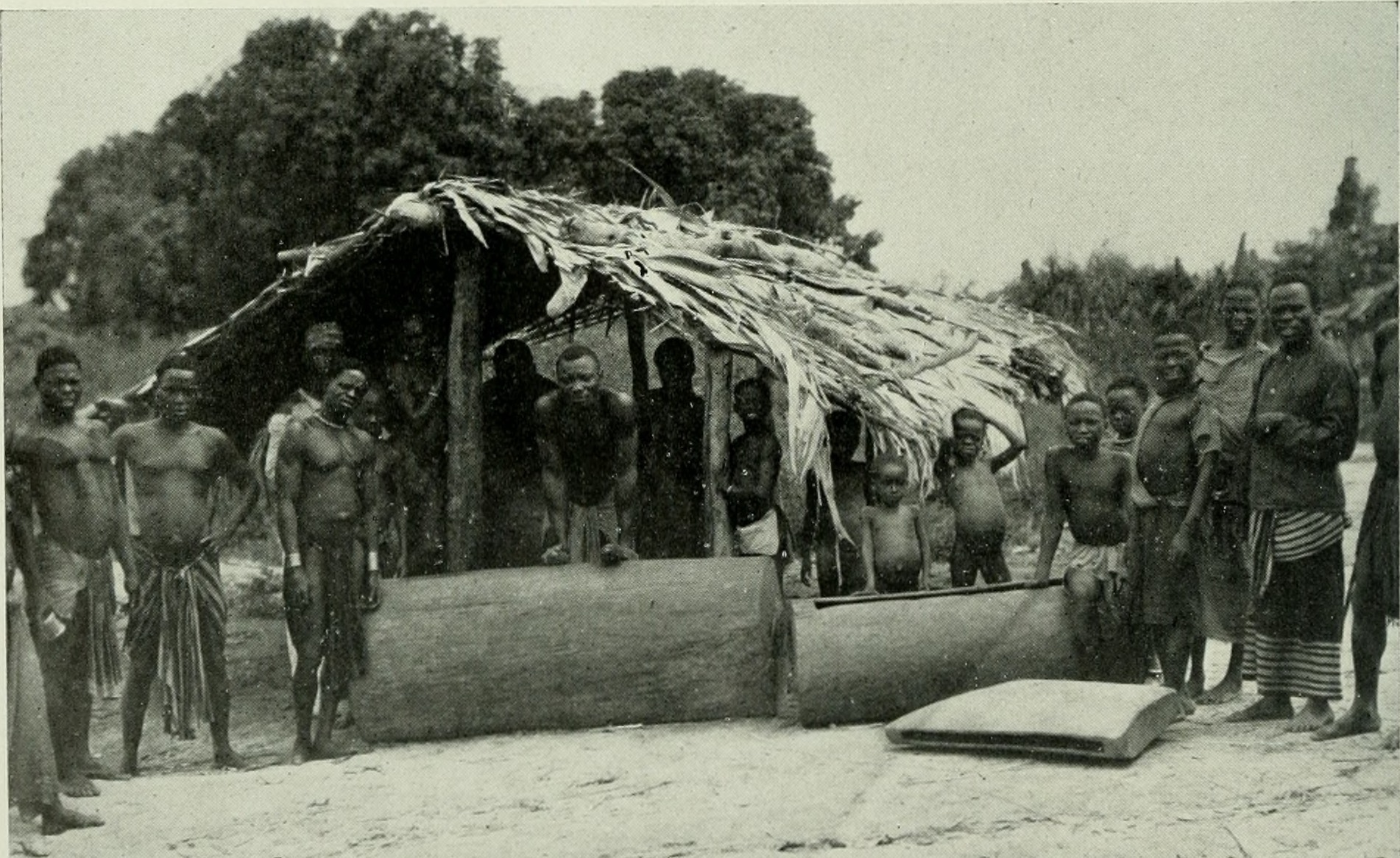
Nagy méretű hengeres résdobok, meg egy tégla alakú résdob Stanleyville környékén

A „vadakkal” való első találkozáskor az európai embereket meglepte az a tény, hogy a feketék már előre tudtak érkezésükről, sőt céljukról is. Rájöttek, hogy az egyes falvak a „tamtamok”, résdobok hangjával üzennek egymásnak. Sokáig próbálták megfejteni a dobokkal való kommunikáció titkát, de ez csak a 20. század elején sikerült. Ennek ellenére időről időre új elméletek születtek; a legmeglepőbbek és legfantáziadúsabbak egyike Richard St. Barbe Bakeré, aki szerint a dobok csak arra kellenek, hogy létrehozzák a megfelelő tudatállapotot az üzenetek telepátia útján való átadásához. A dobnyelv részletes leírását végül L. Van Goethem, Edmond Boelaert és Gustaaf Hulstaert adták meg 1927 és 1935 között a Nkundo törzs esetében; R. T. Clarke 1934-ben a Tumba törzs dobnyelvét dolgozta fel; J. F. Carrington 1944-ben a Kele nyelvű törzsek résdobbal való kommunikációját írta le.
A trópusi Afrikában, Amazóniában, Óceániában, Délkelet-Ázsiában egyaránt használnak résdobokat üzenetek akusztikai úton való továbbítására, sőt hangerejüknél fogva a rendelkezésre álló hangkeltő eszközök közül messze a résdobok a legalkalmasabbak erre a célra. A hangszerekkel való üzenetátadásnak létezik egy kézenfekvő módszere, amikor az adott hangszeren egyezményes jeleket játszanak – ilyenek pl. a laktanyákban a kürtjelek. Ebben az esetben egy-egy zenei frázisnak, szignálnak egy-egy fogalom feleltethető meg. A résdobokat Afrikában és másutt is használják ilyen rendszerű üzenetátadásra. Közép-Afrikában, a Kongó vidékén azonban a résdobokkal való nagy távolságú kommunikációnak kialakult egy sokkal kifinomultabb módja, amivel nem csak korlátozott számú jellel lehet üzenni, hanem az emberi beszédhez hasonlíthatóan gazdag tartalmakat lehet kifejezésre juttatni.
Az afrikai nyelvek jelentős hányada, különösen a bantu nyelvek dallamos, tonális jellegűek, vagyis a szótagoknak meghatározott hangmagassága van, ami jelentésmegkülönböztető szereppel bír. A „beszélő dobok”, azaz a két jól elkülöníthető hangmagassággal rendelkező résdobok segítségével a beszélt nyelv dallamát – a magas és mély tónusú szótagok egymásutánját – tudják a közép-afrikai dobosok utánozni, nagyobb távolságról is hallhatóan eldobolni. Nyilvánvaló azonban, hogy a beszélt nyelv efféle imitálása nagy információveszteséggel jár, hiszen több szónak is lehet ugyanolyan tonális felépítése, dallama. Ezért a közép-afrikai résdobokon üzenő dobosok nem egyszerűen magát a szót, hanem egy aköré épülő sztereotip frázis tonális-ritmikai mintázatát dobolják el, ami már egyértelművé teszi a közlést. E sztereotip frázisok legtöbbször az üzenetet küldő nép beszélt nyelvén megfogalmazott, a szóbeli hagyományban közhelyszerűnek számító, mindenki által ismert mondatok, kifejezések.
Néhány példa a dobnyelvek sztereotip frázisaira:
| nyelv  | szó             | dobnyelven                                       | dobolva . = mély ’ = magas | magyarul                                       |
| ------ | --------------- | ------------------------------------------------ | -------------------------- | ---------------------------------------------- |
| kele   | ház             | ndákɔ yatúmbé elundú likolo                      | ’. .’’ ..’ ...             | ház zsindellyel a tetején                      |
| kele   | lány            | boseka bótilakɛndɛ’ liŋginda                     | ... ’...’ ...              | a lány soha nem megy halászni liŋginda hálóval |
| kele   | hal             | yafélé layambóku                                 | .’’ ..’.                   | az összes félé hal és az összes mbóku hal      |
| topoke | kenu            | tokélékelé tótotandɔ latotandɔ tolibandé lilɛ’nɛ | .’’.’ ’... .... ...’ .’.   | kis fatörzsek a nagy folyón való járáshoz      |
| olombo | európai (ember) | bosoŋgó bolemba bókaké mbúla                     | ..’ ... ’.’ ’.             | európai ember, rossz szellem mint az eső       |
| mbɔle  | európai (ember) | osoŋgó okúmáká atále                             | ..’ .’’’ .’.               | európai, akit Bula Matale küldött              |

## Készítése

### Hengeres résdob

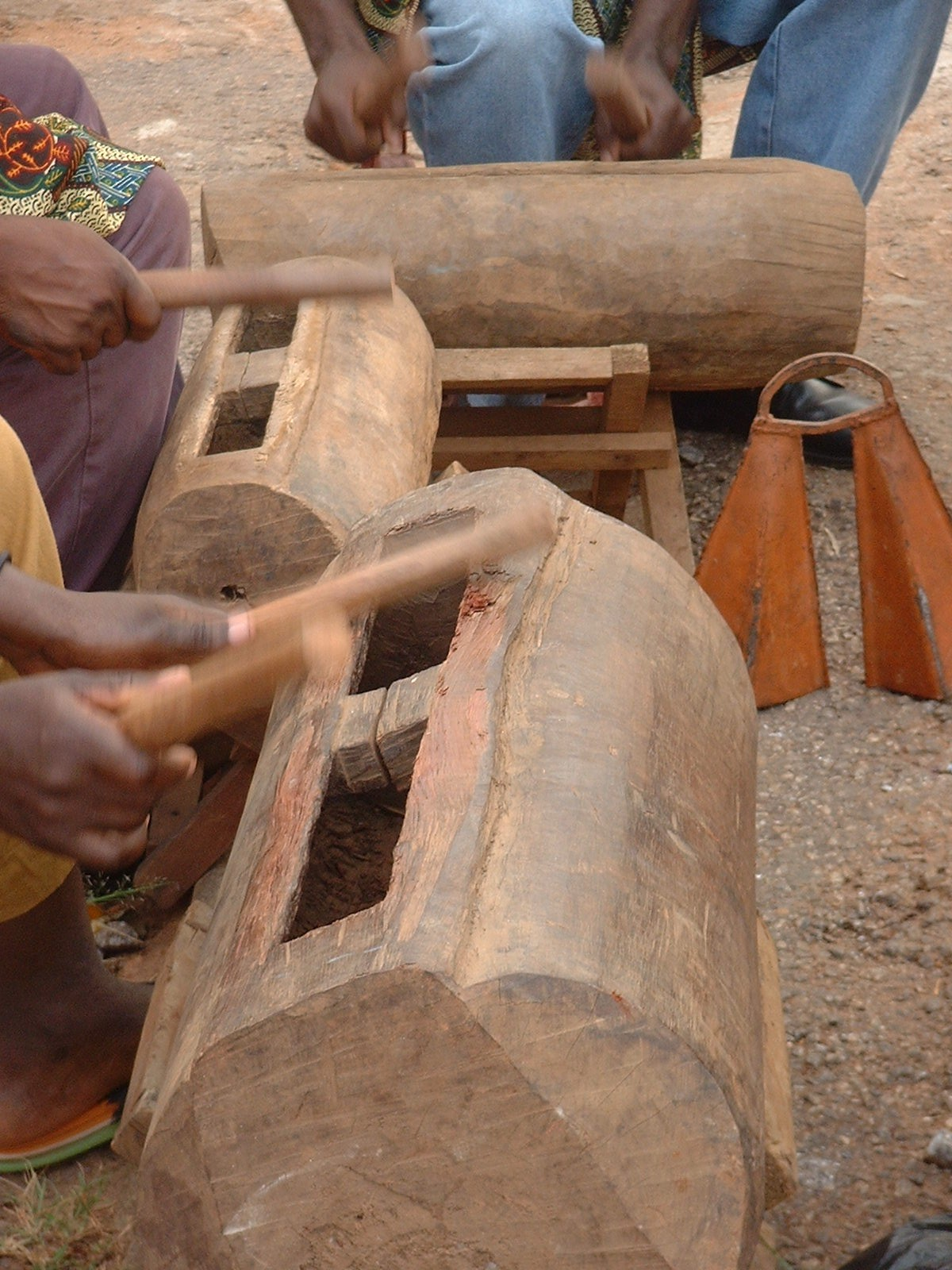
Közepes méretű hengeres résdobok

A következőkben egy közepes méretű hengeres résdob készítésének a kameruni Ndiki népnél megfigyelt munkafolyamata olvasható.
Nyersanyag: bofel (Pterocarpus spp.) rönkfa, 76 cm hosszú, 37 cm átmérőjű.
Szerszámok: 
- emeny, egy hosszú nyéllel ellátott, háromszög alakú lapos véső, szélessége 5 cm, magassága14 cm, a nyélhez csatlakozó része 6,5 cm hosszú. a fanyél 38 cm hosszú. A véső pengéje tompa szöget zár be a nyelével.
- ebum, egy fából készült bunkó
- hajlított pengéjű nagyon vékony véső, neve szintén emeny; ez valójában egy régi machetéből van átalakítva, a felső részén, ahol fogják, növényi rostokkal van betekerve
- hegyes pengéjű machete

A dobkészítő először is a farönköt két kisebb fadarab közé ékeli be, nehogy a munka során elguruljon. Faszénnel kijelöli a dobkészítés kiinduló nyílásainak helyét, méreteit. Két darab 17,5 cm hosszú, 5 cm széles téglalapot rajzol a törzsre egymástól 10 cm távolságra. A lapos vésőt a bunkóval ütve körbejelöli a téglalapokat, majd 3 cm mélységig hatol a fába úgy, hogy a nyílások pereme függőleges legyen.
Megkezdi a farönk üregének elkészítését, ekkor már nem csak mélyíti a fát a nyílások mentén, hanem oldalirányban is dolgozik. Mikor a két üreg eléri a 10 cm-12 cm mélységet, a rönk belsejében egyesíti a két üreget, ugyanakkor a felszínen érintetlenül hagyja a két téglalap alakú rés közötti 10 cm-es részt. Ekkor az üreg 20 cm mély és 12 cm széles.
A dobkészítő kifaragja a résdob külső, felfüggesztést szolgáló nyúlványait.
Folytatódik a belső üreg kidolgozása, amihez felváltva használja az egyenes és a hajlított vésőt. Az üreg oldalfalaihoz egyre nehezebb hozzáférni, mivel a nyílások kicsik. Az üreg fenekének mélyítéséhez az erősebb, vastagabb egyenes véső használható, az oldalfalakhoz a hajlított pengéjű, vékony véső alkalmasabb.
Az üreg kidolgozása után a dobkészítő a hangszer külsejét simítja, dolgozza ki az egyenes vésővel, illetve a machetével. Az utolsó művelet a résdob ajkainak a szétválasztása, vagyis a mélyítés kiindulásául szolgáló két téglalap alakú rés közötti 10 cm-es szakasz átvágása. Ez úgy történik, hogy a dobkészítő a machetéje pengéjét vörös izzásig hevíti, majd azzal fűrészelésszerű mozdulatokat végezve különíti el egymástól a résdob ajkait. Ezzel a hangszer lényegében elkészült.
Ezután már csak a résdob „behangolása” következik, melynek során folytonos ütögetés, próbálgatás mellett az üreg oldalfalainak vastagságát a készítő úgy állítja be, hogy a két ajak megütése megfelelő hangközt alkotó, intenzív hangokat eredményezzen.